# Gianfrancesco Boccardo
Gianfrancesco Boccardo (Castel Goffredo, Salò, 1445 circa – Brescia, 1505 circa) è stato un poeta e umanista italiano.

## Biografia
Noto come Pilade bresciano o Pilade Boccardi fu particolarmente versato per la lingua latina e greca e compose alcuni epigrammi sullo stile di Orazio e Marziale. Fu insegnante di lettere a Salò e forse a Brescia. Fu suo allievo il letterato Paolo Corsini.
Morì all'età di 60 anni colpito da un fulmine.

## Opere
- Grammaticarum Institutionum Regulae, et Scholasticum de ipsis Carmen, Brescia, ante 1498;
- Pyladae in Alexandrum de Villadei adnotationes, Brescia, 1500[2];
- Macrobius Opera, Taberii ac Pyladae cura magnoque labore edit, Brescia, 1501;
- Vocabularium Pyladæ, Venezia, 1508[6];